# Пентешин, Иван Мильевич
Иван Мильевич Пентешин (5 октября 1927, Костромская губерния, СССР — 30 декабря 1998, Санкт-Петербург, Россия) — российский советский живописец, график и педагог, Заслуженный деятель искусств Российской Федерации, член Санкт-Петербургского Союза художников (до 1992 года — Ленинградской организации Союза художников РСФСР).

## Биография
Родился 5 октября 1927 года в деревне Быково Костромской губернии. В 1929 году с семьёй переехал в Ленинград. В 1939 году поступил в Среднюю художественную школу при Всероссийской Академии художеств. Занимался у К. М. Лепилова, С. Г. Невельштейна.
После начала Великой Отечественной войны оставался в блокадном Ленинграде, откуда 19 февраля 1942 года вместе с другими учениками художественной школы был эвакуирован в Самарканд. В июне 1944 года возвратился в Ленинград, где продолжил занятия. В 1946 году после окончания художественной школы поступил на живописное отделение Ленинградского института живописи, скульптуры и архитектуры имени И. Е. Репина, которое окончил в 1952 году по мастерской Бориса Иогансона с присвоением звания художника живописи. Дипломная работа — жанровое полотно «Сев».
С 1952 года участвует в выставках. Пишет портреты, жанровые и исторические композиции, пейзажи, натюрморты. В 1953 году поступил в аспирантуру Ленинградского института живописи, скульптуры и архитектуры имени И. Е. Репина. В 1957 году защитил диссертацию на соискание учёной степени кандидата искусствоведения, представив картину «Богатая невеста». С 1959 года преподаёт в институте имени И. Е. Репина на кафедре рисунка. С 1958 года утвержден в звании доцента этой кафедры.
Совершил творческие поездки в Великобританию, Испанию, Италию, США, Польшу, Венгрию и другие страны. В 1981 году Ивану Мильевичу Пентешину присвоено почётное звание Заслуженный деятель искусств РСФСР. В 1984 году решением Государственного комитета Российской Федерации по высшему образованию ему присвоено ученое звание профессора.
Произведения Ивана Мильевича Пентешина находятся в Государственном Русском музее, в музеях и частных собраниях в России, Италии, Великобритании, Франции, Испании и других странах. 
Умер 30 декабря 1998 года. Похоронен на петербургском Южном кладбище.

## Выставки
- 1964 — (Ленинград): Ленинград. Зональная выставка.
- 1975 — (Ленинград): Наш современник. Зональная выставка произведений ленинградских художников.
- 1976 — (Москва): Изобразительное искусство Ленинграда.
- 1980 — (Ленинград): Зональная выставка произведений ленинградских художников.
- Апрель 1991 года (Париж): Выставка «Русские художники».